# Couvent des Augustins de Crémieu
Pour les articles homonymes, voir couvent des Augustins.
Le couvent des Augustins de Crémieu, appelé aussi cloître des Augustins, est un ancien édifice religieux situé à Crémieu, en France, dans le département de l'Isère et la région Auvergne-Rhône-Alpes. Le début de sa construction remonte au XIVe siècle mais l'essentiel des constructions date du XVIIe siècle. Le portail en fer forgé date de 1715.
Classé au titre des monuments historiques, l'ancien couvent est utilisé comme Hôtel de ville par la municipalité de Crémieu.

## Présentation
L'architecture du cloître est caractéristique du XVIIe siècle. Les voûtes se suivent selon un rythme régulier et les formes sont d'une réelle sobriété, sans fioriture ostentatoire. Au temps des moines, ce cloître était voué à la quiétude, à la méditation et à l'éveil spirituel et ceux-ci se promenaient dans le déambulatoire.
La partie centrale du cloitre est composée de plusieurs parterres et d'un bassin. Le portail, ouvrage de ferronnerie d'art, date de 1715.

## Historique

Blason de l'ordre de saint Augustin

Vers la fin du Moyen Âge, Crémieu est une cité prospère et la ville de résidence favorite des dauphins. Jean II de Viennois fonde, dans la partie neuve de la ville, un prieuré destiné à accueillir une dizaine d'ermites de Saint-Augustin, ordre mendiant créé durant le XIIIe siècle. 
Les travaux de construction du couvent ne débuteront cependant qu'au XIVe siècle et se poursuivront par de nombreux remaniements au cours des siècles jusqu'au XIXe siècle. L'édification du clocher au-dessus d'une tour de défense date de 1508, le réaménagement du cloître et construction du portail date du XVIIe siècle. À la Révolution française, le couvent est racheté par la commune et affectés à des usages laïcs. En 1831, un portail est ouvert dans la galerie ouest du cloître pour le faire communiquer avec la place de la Nation.
L'église, les façades et les toitures, les salles du rez-de-chaussée ainsi que la tourelle d'escalier conduisant au premier étage sont classées au titre des Monuments historiques en 1906, 1961 et 1967.

## Situation, accès et visite
Situé en plein centre du bourg ancien, l'ensemble des bâtiments et du cloitre sont la propriété de la ville de Crémieu et abrite notamment l'hôtel de ville de la commune.
Des visites guidées permettent de découvrir la salle du chauffoir, la salle du chapitre, le cloître du XVIIe siècle et l’église, ancienne chapelle des Ermites de Saint-Augustin.

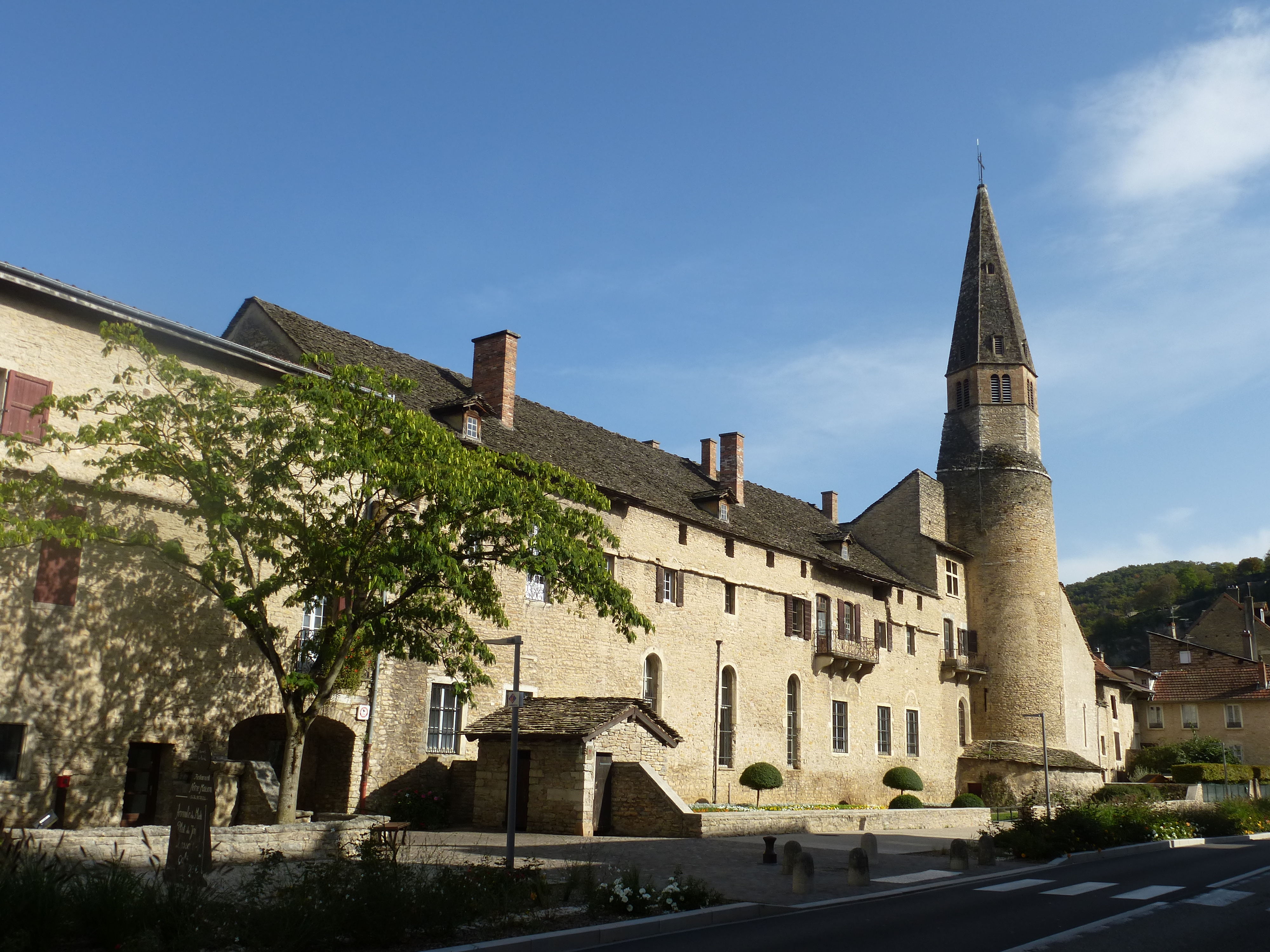
Vue générale
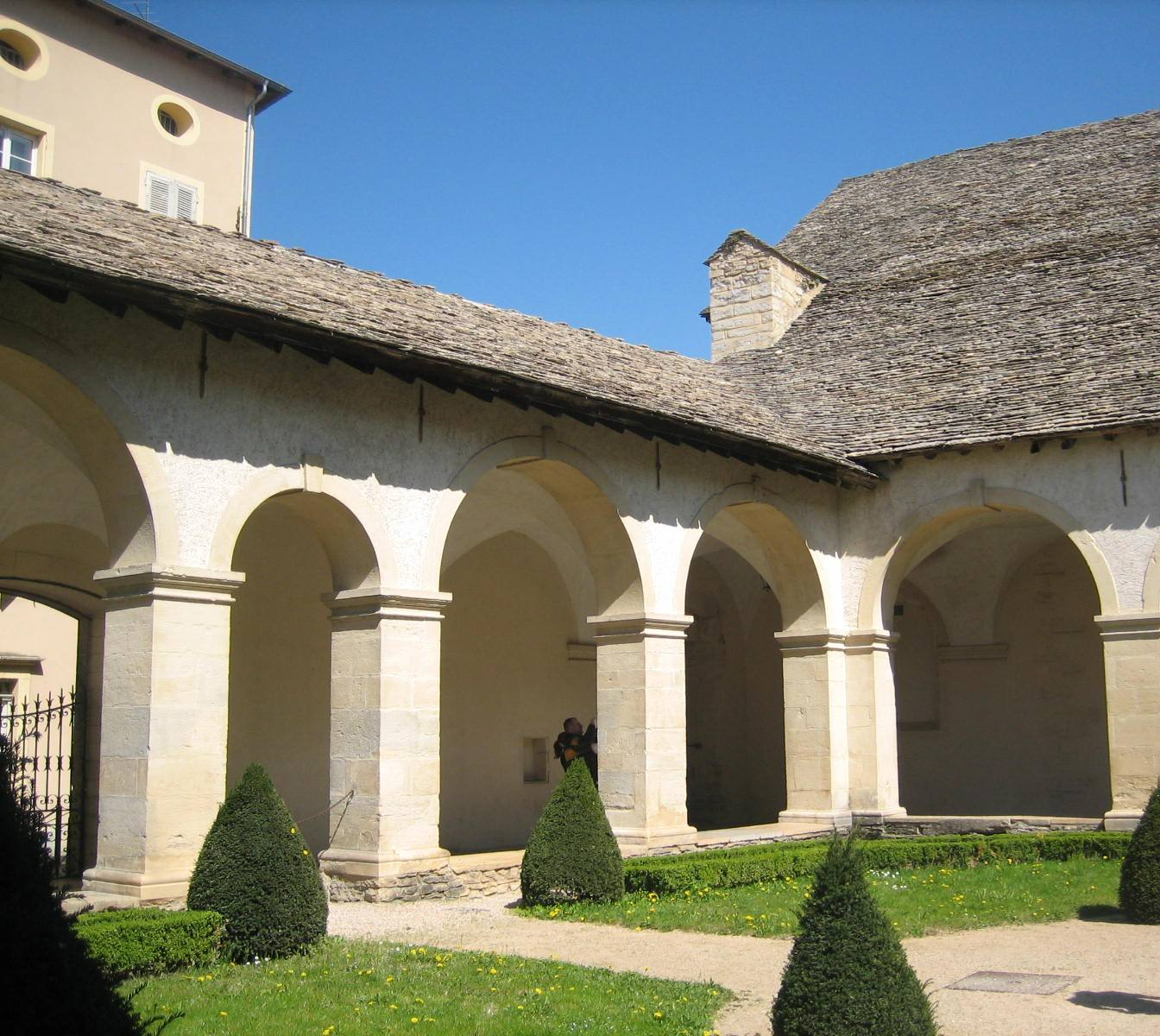
Vue du cloitre
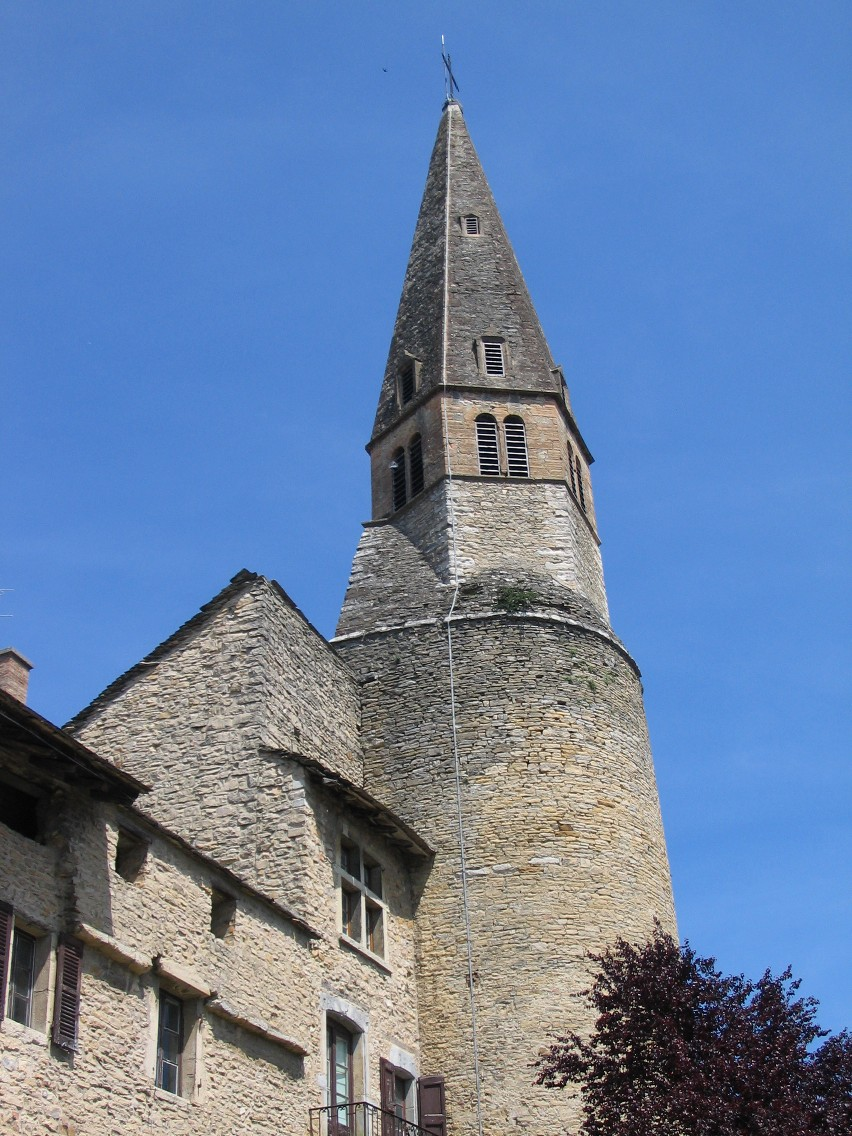
Vue de la tour-clocher
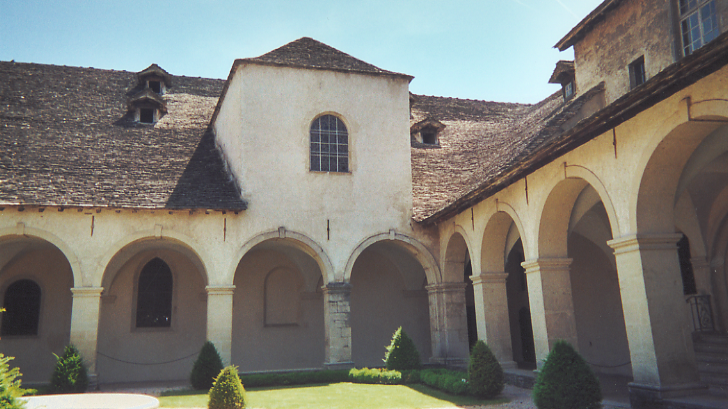
Bras sud du transept

## Porte des Augustins

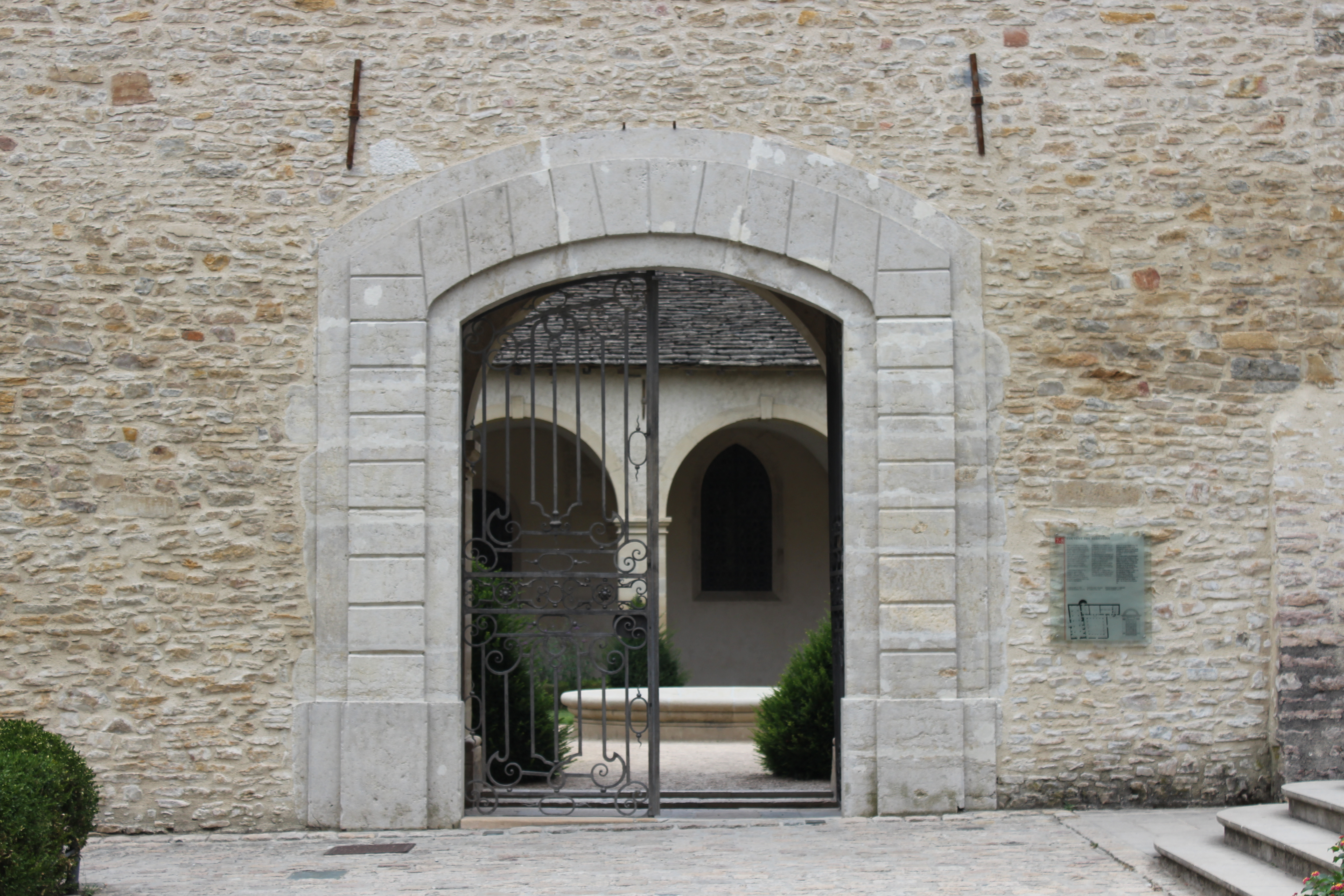
Porte des Augustins

La Porte monumentale dite « Porte des Augustins » et qui ouvre sur la place de la Nation, est inscrite au titre des Monuments historiques par arrêté du 19 février 1981.